# Oficina de Información del Gobierno de la República de China
La Oficina de Información del Gobierno de la República de China (Government Information Office o GIO; por sus siglas en inglés, Chino: 行政院新聞局; Wade Giles: Hsinwen Chu; pinyin: Xīnwén Jú) es una agencia del Yuan Ejecutivo de la República de China, y se considera a nivel de ministerio. Su labor consiste en explicar las políticas gubernamentales; diseminar información sobre leyes y reglamentos; asistir y supervisar el desarrollo de las industrias editoriales; así como cine, radio y televisión; y distribuye noticias e información tanto local como internacionalmente.

## Estructura de la GIO
Consiste de ocho departamentos: Servicios de Información Local; Servicios de Información Internacional; de Cine; de Radio y Televisión; Recopilación y Traducción, Servicios Audiovisuales; División de Planificación e Información; así como División de Información y Protocolo. La GIO también mantiene oficinas de información en el extranjero.

## Historia
En abril de 1947, el Gobierno de la República de China completó los preparativos para la implementación de su mandato constitucional, pasando de un sistema de tutela política a uno basado en la Constitución de la República de China. Como parte de la expansión y creación de nuevos ministerios, comisiones y consejos subordinados al Yuan Ejecutivo, el 3 de abril de 1947 se creó la Oficina de Información del Gobierno. La GIO fue inaugurada formalmente en Nankín el 2 de mayo de 1947, y el Departamento de Publicidad Internacional, originalmente subordinado al Ministerio de Información del Kuomintang, fue adscrito a la misma.
El 21 de marzo de 1949, el presidente de la República de China, Chiang Kai-shek, promulgó la revisión de los Artículos 3 y 5 de la Ley Orgánica del Yuan Ejecutivo. Por medio de dicha enmienda el Yuan fue simplificado y todas las agencias fueron reagrupadas en ocho ministerios, dos consejos y un departamento. La GIO fue disuelta, y el Consejo del Yuan Ejecutivo aprobó en su 52.ª sesión el establecimiento de un Departamento de Información bajo la Secretaría del Yuan Ejecutivo el 5 de abril de 1949. Un par de semanas después, la sede del Departamento de Información se transfirió a Guangzhou, junto con el resto del Gobierno Central.
Posteriormente, cuando el Gobierno Central se trasladó a Taipéi, en la isla de Taiwán, el 7 de diciembre de 1949, el Yuan Ejecutivo fue reorganizado de nuevo en marzo de 1950, resultando en la abolición del Departamento de Información. En su lugar, el Yuan Ejecutivo estableció el 24 de abril, por orden administrativa, la Oficina del Vocero del Gobierno, cuya responsabilidad principal era publicar los comunicados de prensa. 
La GIO fue reactivada según su estructura original el 1 de enero de 1954. Sus tareas de brindar información local e internacionalmente fueron ampliadas en agosto de 1973, al tomar la responsabilidad por los asuntos relativos a los medios de comunicación de masas, que anteriormente estaban en manos de los Ministerios del Interior y de Educación, así como otras instituciones relacionadas.
La Comisión Nacional de Comunicaciones (NCC, siglas en inglés) fue establecida el 22 de febrero de 2006 en respuesta a las tendencias de convergencia tecnológica, integración a través de las industrias y globalización. Una parte de las responsabilidades de la industria de transmisiones, bajo el Departamento de Transmisiones de la GIO, fue transferido a la NCC.

## NOTICIAS – Boletín Informativo sobre Taiwán
Noticias –Boletín Informativo sobre Taiwan es un periódico impreso y digital que se publica cada diez días por la Oficina de Información del Gobierno de la República de China. Su objetivo es mantener al mundo de habla española al tanto del acontecer en la nación isleña, con énfasis en acontecimientos relacionados y que sean de interés de lectores de habla hispana. Se publica en Taiwán y se distribuye al extranjero ya sea por medio de las embajadas y oficinas representativas de la República de China, o por suscripciones directas institucionales (gobiernos extranjeros, empresas, centros educativos, bibliotecas, entre otros) e individuales.

## Historia del periódico
El periódico fue creado como una publicación trimensual en enero de 1971, con el nombre de Noticias de la República de China. El 6 de abril de 2003 cambió a su presente denominación: Noticias –Boletín Informativo de Taiwán. En la actualidad, aparece los días 6, 16 y 26 de cada mes.
El periódico comenzó a publicar su versión en Internet desde el 6 de enero de 1997.
Al inicio, Noticias se publicaba en blanco y negro, impreso sobre papel biblia. A partir del 6 de agosto de 1991, se imprime en papel permanente, y a todo color.

## Contenido del periódico
La publicación cubre acontecimientos contemporáneos, prestando particular atención a los principales temas políticos en la isla, que se ubican en su primera página. También dedica amplia cobertura a diversos aspectos sociales de la nación, incluyendo sus intercambios con otros países, en la página dos. Su tercera página es dedicada a los aspectos culturales, con énfasis en arte y religión. La parte económica es analizada en la página cuatro.
Las noticias incluidas pueden ser traducciones de publicaciones homólogas en inglés, como Taiwan Today (antes Taiwan Journal), Taiwan Review; tomadas de las principales agencias noticiosas locales; o recopiladas de primera mano por su equipo editorial.
Su contenido es de interés a las personas de habla hispana que quieran conocer más acerca de la República de China en la actualidad, su historia, costumbres, panorama sociopolítico y actualidad económica. En especial, la actual conjunción de intercambios a través del Estrecho de Taiwán es registrada en idioma español. 
Junto con la revista Taiwan Hoy forma el conjunto de publicaciones periódicas en español patrocinadas por la GIO.